# Finale UEFA Champions League 2007
De UEFA Champions Leaguefinale van het seizoen 2006/07 is de vijftiende finale in de geschiedenis van de Champions League. De wedstrijd vond plaats op 23 mei 2007 in het Olympisch Stadion Spyridon Louis in Athene. De finale was een heruitgave van de finale uit 2005. Toen stonden het Italiaanse AC Milan en Engelse Liverpool FC ook tegenover elkaar.
Bij Liverpool FC speelde Boudewijn Zenden 59 minuten mee. Zijn ploeggenoot Dirk Kuijt stond de volledige wedstrijd op het veld en scoorde. Bij AC Milan stond Clarence Seedorf in de basis.

## Voorgeschiedenis
AC Milan en Liverpool FC speelden nog maar één keer tegen elkaar. In mei 2005 stonden de twee clubs in de finale van de Champions League. In een ware thriller gaf AC Milan een 3-0-voorsprong uit handen. Het werd 3-3 na 120 minuten, waarna strafschoppen voor de beslissing zorgden. Daarin werd doelman Jerzy Dudek de uitblinker. Liverpool FC won de Champions League. AC Milan was in 2007 dus uit op revanche.
AC Milan rekende op ervaren spelers. De gemiddelde leeftijd van de basiself was 31 jaar en 34 dagen. Aanvoerder Paolo Maldini was op de dag van de finale 38 jaar en 331 dagen oud. Hij was daarmee de oudste speler - doelmannen niet meegerekend - in een finale van de Champions League.

## Ticketcontrole

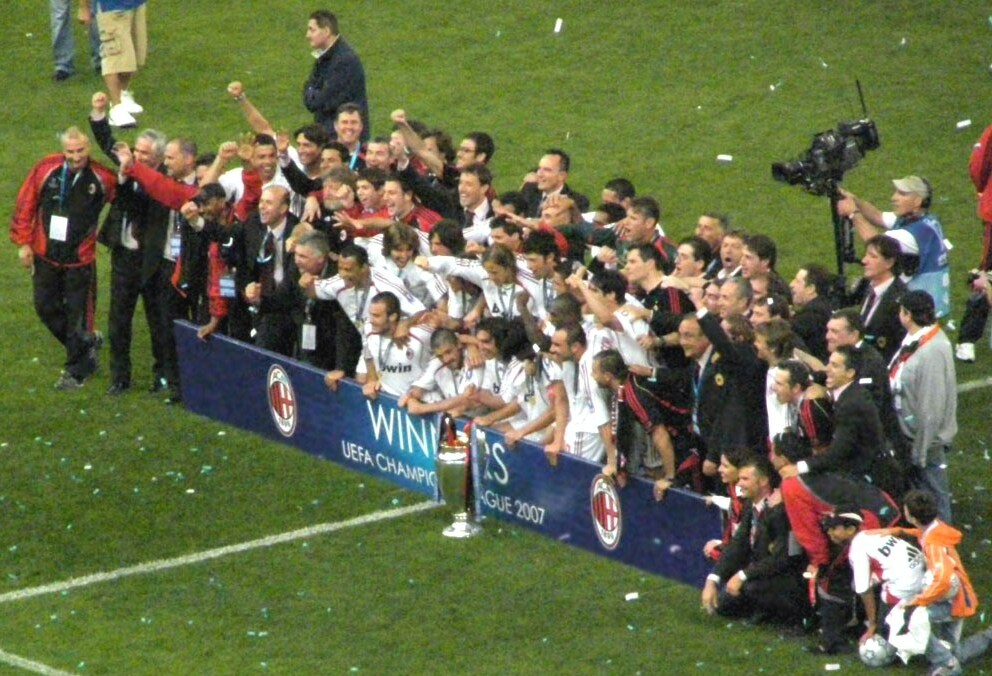
De spelers van AC Milan poseren met de trofee.

Er werden voor de finale 63.000 tickets verkocht. Elke club kreeg 17.000 tickets, terwijl er 9.000 tickets werden vrijgehouden voor algemene verkoop. Zo'n 20.000 tickets werden vrijgehouden voor de UEFA en sponsors. Voor aanvang van de wedstrijd zorgde dit voor problemen. Supporters die aan de ingang aan het aanschuiven waren, kregen te horen dat het stadion vol zat. De Griekse politie liet geen supporters meer binnen, terwijl er buiten nog fans stonden met officiële tickets. De UEFA verklaarde dat er zo'n 5.000 supporters in het stadion zaten zonder tickets of met valse tickets. Uit voorzorg liet de politie geen supporters meer binnen, waardoor er buiten het stadion rellen uitbraken. De oproerpolitie gebruikte traangas en knuppels om de menigte uit elkaar te drijven.
Achteraf beschuldigde William Gaillard, woordvoerder van de UEFA, de supporters van Liverpool FC . Hij noemde ze bovendien ook de "slechtste supporters van Europa". Michel Platini, voorzitter van de UEFA, was milder in zijn uitspraken en stelde dat ook de Europese voetbalbond in de fout was gegaan. De ticketcontrole was niet volgens de regels verlopen en lag mede aan de basis van de rellen.

## Wedstrijd-verslag

### Eerste helft
De finale van 2007 werd net als in 2005 gespeeld tussen AC Milan en Liverpool FC. Toen scoorde Paolo Maldini al na 52 seconden de openingstreffer in wat later een spectaculaire finale werd. In 2007 begon de wedstrijd minder spetterend. Beide ploegen startten afwachtend en zochten maar weinig de aanval. AC Milan probeerde de wedstrijd te controleren door middel van de bal in de ploeg te houden. Liverpool FC joeg fel op de bal en probeerde bij balbezit snel de aanval te zoeken. Liverpool FC kreeg dan ook de betere kansen. Echter, vlak voor rust verdiende Kaká op 20 meter van het doel een vrije trap. Andrea Pirlo legde aan het schoot de bal via het lichaam van Filippo Inzaghi achter doelman Pepe Reina. Liverpool FC appelleerde nog voor hands, maar tevergeefs. Zo ging AC Milan tegen de verhouding in met een voorsprong de rust in.

### Tweede helft
De tweede helft zette ongeveer de lijn van de eerste helft voort. Er werd nog steeds door beide ploegen voorzichtig gevoetbald. AC Milan controleerde en Liverpool FC leek weinig bij machten om de gelijkmaker te forceren. Steven Gerrard kreeg in de 62e minuut echter wel een goede kans. Hij kwam één op één met AC Milan-doelman Dida, maar faalde. Ook de tweede helft kende weinig hoogtepunten en in 82e minuut besliste Inzaghi de wedstrijd. Kaká gaf een steekbal op Inzaghi – die randje buitenspel stond – die Liverpool FC-doelman Reina omspeelde en de bal onder hem doorschoof het lege doel in. Liverpool FC leek geslagen, maar zocht ondanks de riante voorsprong van AC Milan toch nog enkele keren de aanval en met succes. Eén minuut voor de reguliere speeltijd kopte Dirk Kuijt raak – zijn eerste Champions League-doelpunt – na het doorkoppen van Daniel Agger uit een hoekschop. Liverpool FC leek nog in een stunt te geloven, maar verder dan enkele kleine kansen kwam het niet. De Duitse scheidsrechter Herbert Fandel floot na 2,5 minuut in blessuretijd af en AC Milan won zijn zevende Champions League, de eerste sinds 2003.

## Hands of niet
AC Milan won de finale met 2-1. AC kwam vlak voor de rust op voorsprong na een doelpunt van Filippo Inzaghi. De spits liet een vrije trap van Andrea Pirlo met de bovenarm afwijken. De bal verdween zo voorbij Pepe Reina in doel. De scheidsrechter beschouwde het contact met de arm niet als hands. Inzaghi zei na afloop dat hij de bedoeling had om de bal te laten afwijken, maar dat het niet zijn intentie was om dat met de arm te doen.
Liverpool FC ging met een achterstand rusten en kreeg met nog minder 10 minuten te spelen in de tweede helft een tweede doelpunt tegen. Opnieuw Inzaghi scoorde, ditmaal na een knappe doorsteekpass van Kaká. Liverpool kwam nog opzetten met een late aansluitingstreffer van Dirk Kuijt, maar kon niet voorkomen dat AC Milan de Champions League. Inzaghi werd na afloop uitgeroepen tot "Man van de Match".

### Wedstrijddetails
|                           |                  |       |              | |
| 23 mei 2007 20:45 (UTC+2) | AC Milan         | 2 – 1 | Liverpool FC | Olympisch Stadion Spyridon Louis, Athene Toeschouwers: 74.000 Scheidsrechter: Herbert Fandel (Duitsland) |
| 23 mei 2007 20:45 (UTC+2) | Inzaghi 45', 81' |       | 89' Kuijt    | Olympisch Stadion Spyridon Louis, Athene Toeschouwers: 74.000 Scheidsrechter: Herbert Fandel (Duitsland) |

| AC Milan | Liverpool |

| AC Milan:       |    |                   |         |
|                 |    |                   |         |
| GK              | 1  | Dida              |         |
| RB              | 44 | Massimo Oddo      |         |
| CB              | 13 | Alessandro Nesta  |         |
| CB              | 3  | Paolo Maldini     |         |
| LB              | 18 | Marek Jankulovski | 54' 80' |
| RM              | 8  | Gennaro Gattuso   | 40'     |
| CM              | 21 | Andrea Pirlo      |         |
| CM              | 23 | Massimo Ambrosini |         |
| LM              | 10 | Clarence Seedorf  | 90+2'   |
| AM              | 22 | Kaká              |         |
| CF              | 9  | Filippo Inzaghi   | 88'     |
| Wisselspelers:  |    |                   |         |
| GK              | 16 | Željko Kalac      |         |
| DF              | 2  | Cafú              |         |
| DF              | 4  | Kacha Kaladze     | 80'     |
| DF              | 19 | Giuseppe Favalli  | 90+2'   |
| MF              | 27 | Serginho          |         |
| MF              | 32 | Cristian Brocchi  |         |
| FW              | 11 | Alberto Gilardino | 88'     |
| Coach:          |    |                   |         |
| Carlo Ancelotti |    |                   |         |

| Liverpool FC:  |    |                   |         |
|                |    |                   |         |
| GK             | 25 | Pepe Reina        |         |
| RB             | 3  | Steve Finnan      | 88'     |
| CB             | 23 | Jamie Carragher   | 60'     |
| CB             | 5  | Daniel Agger      |         |
| LB             | 6  | John Arne Riise   |         |
| DM             | 14 | Xabi Alonso       |         |
| DM             | 20 | Javier Mascherano | 58' 78' |
| RM             | 16 | Jermaine Pennant  |         |
| AM             | 8  | Steven Gerrard    |         |
| LM             | 32 | Boudewijn Zenden  | 59'     |
| CF             | 18 | Dirk Kuijt        |         |
| Wisselspelers: |    |                   |         |
| GK             | 1  | Jerzy Dudek       |         |
| DF             | 2  | Álvaro Arbeloa    | 88'     |
| DF             | 4  | Sami Hyypiä       |         |
| MF             | 7  | Harry Kewell      | 59'     |
| MF             | 11 | Mark González     |         |
| FW             | 15 | Peter Crouch      | 78'     |
| FW             | 17 | Craig Bellamy     |         |
| Coach:         |    |                   |         |
| Rafael Benítez |    |                   |         |